# 건축학교 목록
이 문서에서 세계의 건축학교 목록을 모아 볼 수 있다.
건축학교(건축학교 또는 건축대학이라고도 함)는 전문적인 건축학 교육을 제공하는 기관을 말한다.

## 남아메리카

### 브라질
- 상파울루 대학교, USP-FAU
- 캄피나스 주립대학교

### 아르헨티나
벨그라노 대학교와 팔레르모 대학교는 2006년 RIBA Part. 1, Part. 2 건축 교육 인증을 취득했다.
- 부에노스아이레스 대학교, FADU
- 벨그라노 대학교
- 팔레르모 대학교

### 칠레
- 칠레 대학교
- 폰티피컬 칠레 가톨릭 대학교

## 북아메리카

### 미국
- 뉴스쿨 오브 아키텍처 앤 디자인

- 라이스 대학교
- 미시간 대학교 Taubman College of Architecture and Urban Planning
- 매사추세츠 공과대학교
- 시러큐스 대학교 School of Architecture
- 서던캘리포니아 건축연구소
- 오하이오 주립 대학교 Knowlton School of Architecture
- 예일 대학교 School of Architecture
- 컬럼비아 대학교 GSAPP(Graduate School of Architecture, Planning and Preservation)
- 코넬 대학교 AAP(College of Architecture, Art and Planning)

- 쿠퍼 유니언 The Irwin S. Chanin School of Architecture
- 캘리포니아 대학교 버클리
- 프린스턴 대학교 School of Architecture
- 프랫 인스티튜트 School of Architecture
- 펜실베이니아 대학교 Stuart Weitzman School of Design
- 하버드 GSD

### 캐나다
- 라발 대학교
- 매니토바 대학교

- 맥길 대학교
- 몬트리올 대학교
- 브리티시컬럼비아 대학교
- 워털루 대학교
- 칼턴 대학교 Azrieli School of Architecture

## 아시아

### 대한민국
- 서울대학교 건축학부
- 연세대학교 건축공학과 건축학
- 성균관대학교 건축학부
- 한국예술종합학교 미술원 건축과

한국예술종합학교의 건축 과정은 한국건축학교육인증원의 건축학교육인증과 RIBA 건축 교육 인증을 취득했다.
- 한양대학교 건축학부 건축학과
- 홍익대학교 건축학부 건축학과
- 건국대학교 건축학부 건축학과

### 말레이시아
- 말라야 대학교
- 툰쿠 압둘 라만 대학교
- 테일러스 대학교
- UCSI 대학교

### 싱가포르
- 싱가포르 국립 대학

### 아랍에미리트
- 아부다비 대학교

2016년 RIBA 건축학 교육과정 파트 1 인증을 취득했다.
- 헤리엇와트 대학교 두바이 캠퍼스

2017년 RIBA 건축학 교육과정 인증을 기다리고 있다.

### 일본
- 교토 대학

- 도쿄 대학

### 중화인민공화국
- 상하이 자오퉁 대학

- 칭화 대학
- 퉁지 대학

### 태국
- 쭐랄롱꼰 대학교

### 홍콩
홍콩 대학교와 홍콩 중문 대학교는 각각 1968년, 1997년에 RIBA 건축 교육 인증을 취득했다.
- 홍콩 대학
- 홍콩 성시 대학
- 홍콩 이공대학
- 홍콩 중문 대학

## 오세아니아

### 호주
| 주                       | 도시       | 대학                        | 단과대학                                                        | 출처            |
| ------------------------ | ---------- | --------------------------- | --------------------------------------------------------------- | --------------- |
| 오스트레일리아 수도 준주 | 캔버라     | 캔버라 대학교               |                                                                 | [ 3 ]           |
| 뉴사우스웨일스주         | 시드니     | 뉴사우스웨일스 대학교       | Faculty of the Built Environment                                | [ 4 ]           |
| 뉴사우스웨일스주         | 뉴캐슬     | 뉴캐슬 대학교               | School of Architecture and the Built Environment                | [ 5 ]           |
| 뉴사우스웨일스주         | 시드니     | 시드니 대학교               | Faculty of Architecture, Design & Planning                      | [ 6 ]           |
| 뉴사우스웨일스주         | 시드니     | 시드니 공과대학교           | Faculty of Design, Architecture and Building                    | [ 7 ]           |
| 노던 준주                | 다윈       | 찰스 다윈 대학교            | School of Creative Arts and Humanities                          | [ 8 ]           |
| 퀸즐랜드주               | 브리즈번   | 퀸즐랜드 공과대학교         | Faculty of Built Environment and Engineering                    | [ 9 ]           |
| 퀸즐랜드주               | 브리즈번   | 퀸즐랜드 대학교             | School of Architecture                                          | [ 10 ]          |
| 퀸즐랜드주               | 골드코스트 | 그리피스 대학교             | Griffith School of Environment                                  | (인증되지 않음) |
| 퀸즐랜드주               | 골드코스트 | 본드 대학교                 | Soheil Abedian School of Architecture                           | [ 12 ]          |
| 사우스오스트레일리아주   | 애들레이드 | 애들레이드 대학교           | School of Architecture, Landscape Architecture and Urban Design | [ 13 ]          |
| 사우스오스트레일리아주   | 애들레이드 | 사우스오스트레일리아 대학교 | Louis Laybourne Smith School of Architecture and Design         | [ 14 ]          |
| 태즈메이니아주           | 랜스턴     | 태즈메이니아 대학교         | School of Architecture and Design                               | [ 15 ]          |
| 빅토리아주               | 질롱       | 디킨 대학교                 | School of Architecture and Building                             | [ 16 ]          |
| 빅토리아주               | 멜버른     | 모내시 대학교               | Department of Architecture                                      | [ 17 ]          |
| 빅토리아주               | 멜버른     | 로열 멜버른 공과대학교      | School of Architecture and Design                               | [ 18 ]          |
| 빅토리아주               | 멜버른     | 멜버른 대학교               | Faculty of Architecture, Building and Planning                  | [ 19 ]          |
| 웨스턴오스트레일리아주   | 퍼스       | 커틴 대학교                 | School of Design and Built Environment                          | [ 20 ]          |
| 웨스턴오스트레일리아주   | 퍼스       | 웨스턴오스트레일리아 대학교 | Faculty of Architecture, Landscape and Visual Arts              | [ 21 ]          |

## 유럽

### 노르웨이
- 노르웨이 과학기술대학교, Faculty of Architecture and Fine Art

- 오슬로 스쿨 오브 아키텍처 앤 디자인(AHO)
- 베르겐 스쿨 오브 아키텍처(BSA)

### 네덜란드
- 델프트 공과대학교, Faculty of Architecture
- 로테르담 건축 도시설계 아카데미
- 마스트리흐트 대학교 Department of Architecture
- 베를라헤 인스티튜트 건축학 석사 연구소
- 암스테르담 예술대학교 암스테르담 건축 아카데미
- 에인트호번 공과대학교, Department of Architecture, Building and Planning
- 아르테즈, Arnhem Academy of Architecture

### 독일
- 다름슈타트 공과대학교(TUD), Faculty XV

- 뮌헨 공과대학교(TUM), Department of Architecture
- 브라운슈바이크 공과대학교
- 브란덴부르크 공과대학교, Faculty of Architecture, Civil Engineering and Urban Planning

- 베를린 공과대학교(TUB), Faculty VI

- 아헨 공과대학교(RWTH), Faculty of Architecture
- 카를스루에 공과대학교, Faculty of Architecture

### 덴마크
- 덴마크 왕립 미술 아카데미(KADK)
- 오르후스 스쿨 오브 아키텍처

### 벨기에
- 뢰번 가톨릭 대학교

### 스위스
- EPFL
- ETH 취리히

### 스웨덴
- 룬드 대학교
- 우메오 대학교 Umeå School of Architecture
- 왕립 공과대학교

### 스페인
스페인의 건축 교육 기관은 국립 공과대학인 UP4와 그 이외 대학교로 나뉜다.
| 주           | 도시       | 대학교                | 종류       | 출처 |
| ------------ | ---------- | --------------------- | ---------- | ---- |
| 안달루시아주 | 그라나다   | 그라나다 대학교       | 국립       |      |
| 안달루시아주 | 세비야     | 세비야 대학교         | 국립       |      |
| 안달루시아주 | 말라가     | 말라가 대학교         | 국립       |      |
| 나바라주     | 팜플로나   | 나바라 대학교         | 국립       |      |
| 마드리드주   | 마드리드   | 마드리드 공과대학교   | 국립 (UP4) |      |
| 발렌시아주   | 발렌시아   | 발렌시아 공과대학교   | 국립 (UP4) |      |
| 무르시아주   | 카르타헤나 | 카르타헤나 공과대학교 | 국립 (UP4) |      |
| 카탈루냐주   | 바르셀로나 | 카탈루냐 공과대학교   | 국립 (UP4) |      |
| 카탈루냐주   | 바르셀로나 | 라몬 룰루 대학교      | 사립       |      |
| 마드리드주   | 마드리드   | 마드리드 유럽 대학교  | 사립       |      |
| 마드리드주   | 마드리드   | CEU 산 파블로 대학교  | 사립       |      |
| 카탈루냐주   | 바르셀로나 | IAAC                  | 사립       |      |
| 마드리드주   | 세고비아   | IE 대학교             | 사립       |      |
| 카탈루냐주   | 바르셀로나 | 카탈루냐 국제 대학교  | 사립       |      |

### 영국
2020년 기준으로 영국 왕립 건축가 협회의 공인된 RIBA 파트 1, 파트 2, 파트 3 과정을 제공하는 교육 기관의 목록이다.
이 중에서 AA 스쿨은 독자적인 학위인 AA 디플로마를 수여한다.

#### 스코틀랜드
| 도시     | 대학교                                   | 단과대학                                    | 설립연도 | 출처 |
| -------- | ---------------------------------------- | ------------------------------------------- | -------- | ---- |
| 글래스고 | 글래스고 스쿨 오브 아트, 글래스고 대학교 | 매킨토시 스쿨 오브 아키텍처                 | 1970년   |      |
| 글래스고 | 스트래스클라이드 대학교                  | Department of Architecture                  | 1967년   |      |
| 던디     | 던디 대학교                              | Dundee School of Architecture               |          |      |
| 애버딘   | 로버트 고든 대학교                       | The Scott Sutherland School of Architecture | 1918년   |      |
| 에든버러 | 에든버러 대학교                          | ESALA                                       | 1907년   |      |

#### 잉글랜드
| 도시       | 대학교                   | 단과대학                                                 | 과정     | 출처 |
| ---------- | ------------------------ | -------------------------------------------------------- | -------- | ---- |
| 런던       | UCL                      | 바틀렛                                                   | BSc 외   |      |
| 런던       | AA 스쿨                  |                                                          | AA Dipl  |      |
| 런던       | RCA                      | School of Architecture                                   | MA 외    |      |
| 런던       | 런던 스쿨 오브 아키텍처  |                                                          | MArch 외 |      |
| 런던       | 웨스트민스터 대학교      | School of Architecture and the Built Environment         | BA 외    |      |
| 런던       | 그리니치 대학교          | Department of Architecture and Landscape                 | BA 외    |      |
| 런던       | 런던 예술대학교          | 센트럴 세인트 마틴스                                     | BA 외    |      |
| 런던       | 런던 메트로폴리탄 대학교 | School of Art, Architecture and Design                   | BA 외    |      |
| 런던       | 킹스턴 대학교            | School of Architecture and Landscape                     | BA 외    |      |
| 런던       | 런던 사우스뱅크 대학교   | Architecture and Design                                  |          |      |
| 런던       | 동런던 대학교            | School of Architecture, Computing and Engineering        |          |      |
| 런던       | 레이번스번 대학교        |                                                          | BA 외    |      |
| 노리치     | 노리치 예술대학교        | School of Architecture                                   |          |      |
| 노팅엄     | 노팅엄 트렌트 대학교     | School of Architecture, Design and the Built Environment |          |      |
| 노팅엄     | 노팅엄 대학교            | Department of Architecture and Built Environment         | BArch 외 |      |
| 뉴캐슬     | 뉴캐슬 대학교            | School of Architecture, Planning and Landscape           | BA 외    |      |
| 뉴캐슬     | 노섬브리아 대학교        | Department of Architecture and Built Environmet          | BA 외    |      |
| 리버풀     | 리버풀 대학교            | Liverpool University School of Architecture              | BA 외    |      |
| 리버풀     | 리버풀 존 무어스 대학교  | Faculty of Media, Arts and Social Science                |          |      |
| 리즈       | 리즈 베켓 대학교         | Faculty of Arts, Environment and Technology              |          |      |
| 레딩       | 레딩 대학교              | School of Architecture                                   | BSc 외   |      |
| 레스터     | 드몽포트 대학교          | The Leicester School of Architecture                     |          |      |
| 링컨       | 링컨 대학교              | Lincoln School of Architecture                           |          |      |
| 랭커스터   | 랭커스터 대학교          | Lancaster School of Architecture                         |          |      |
| 맨체스터   | 맨체스터 대학교          | The Manchester School of Architecture                    | BA 외    |      |
| 바스       | 바스 대학교              | Department of Architecture and Civil Engineering         | BSc 외   |      |
| 버밍엄     | 버밍엄 시티 대학교       | Birmingham School of Architecture and Design             |          |      |
| 브라이턴   | 브라이턴 대학교          | School of Architecture and Design                        |          |      |
| 브리스틀   | 브리스틀 대학교          | Faculty of the Built Environment                         |          |      |
| 본머스     | 본머스 예술대학교        | School of Architecture                                   |          |      |
| 셰필드     | 셰필드 대학교            | Sheffield School of Architecture                         | BA 외    |      |
| 셰필드     | 셰필드 할람 대학교       | Department of Architecture and Planning                  |          |      |
| 옥스퍼드   | 옥스퍼드브룩스 대학교    | Oxford School of Architecture                            |          |      |
| 첼름스퍼드 | 앵글리아 러스킨 대학교   | Department of Engineering and Built Environment          |          |      |
| 코번트리   | 코번트리 대학교          | School of Architecture                                   |          |      |
| 케임브리지 | 케임브리지 대학교        | Department of Architecture                               | BA 외    |      |
| 캔터베리   | 켄트 대학교              | Kent School of Architecture                              |          |      |
| 캔터베리   | UCA                      | Canterbury School of Architecture                        |          |      |
| 팔머스     | 팔머스 대학교            | School of Architecture Design and Interiors              |          |      |
| 포츠머스   | 포츠머스 대학교          | Portsmouth School of Architecture                        |          |      |
| 프레스턴   | 센트럴 랭커스터 대학교   | The Grenfell-Baines School of Architecture               |          |      |
| 플리머스   | 플리머스 대학교          | School of Architecture, Design, and Environment          |          |      |
| 허더즈필드 | 허더즈필드 대학교        | School of Art, Design and Architecture                   |          |      |
| 헐         | 헐 칼리지                | Hull School of Art and Design                            |          |      |

#### 웨일스
- 카디프 대학교 Welsh School of Architecture

#### 북아일랜드
- 퀸스 대학교 벨파스트 School of Architecture

### 이탈리아
- 도무스 아카데미

- 밀라노 공과대학교
- 베네치아 대학교
- 로마 라 사피엔차 대학교

### 체코
- ARCHIP

### 프랑스
프랑스의 건축학교는 주로 ENSA라고 칭하는 국립 대학과 기타 사립 대학으로 나뉜다.
- 스트라스부르 국립고등응용과학연구소(INSA)

- 컨플루언스 인스티튜트

- 파리 스쿨 오브 아키텍처
- 파리건축특수학교(ESA)

### 핀란드
- 알토 대학교